# Chauliolobion bulbosum
Chauliolobion bulbosum is een eenoogkreeftjessoort uit de familie van de Synapticolidae. De wetenschappelijke naam van de soort is voor het eerst geldig gepubliceerd in 1975 door Humes.